# Norman Foster Ramsey
Norman Foster Ramsey mlajši, ameriški fizik, * 27. avgust 1915, Washington, D.C., ZDA, † 4. november 2011, Wayland, Massachusetts, ZDA.
Ramsey je leta 1989 skupaj s Dehmeltom in Paulom prejel Nobelovo nagrado za fiziko za svoje delo na področju metode ločenih nihajočih polj, ki je imela močan vpliv pri razvoju atomskih ur. Večino življenja je bil profesor fizike na Univerzi Harvard. Služboval je tudi v nekaterih vladnih in mednarodnih agencijah, kot sta NATO in AEC. Med drugim je pomagal ustanoviti Brookhavenski narodni laboratorij DOE in Fermilab.
Rodil se je Minni Bauer Ramsey, profesorici na Univerzi Kansasa, in Normanu Fosterju Ramseyju,  ki je leta 1905 diplomiral na Vojaški akademiji ZDA v West Pointu in častniku oskrbovalnega oddelka. Oče je med 2. svetovno vojno postal brigadni general in poveljeval Arzenalu Rock Island. Zaradi očetove vojaške službe se je družina veliko selila. Nekaj časa je živel v Franciji kjer je njegov oče služboval in bil pomočnik vojaškega atašeja. To mu je omogočilo da je preskočil več razredov in je končal Gimnazijo Leavenworth v Fort Leavenworthu, Kansas v starosti 15 let.